# Canzonetta
Canzonetta (Canzonette, Canzonetti hoặc Canzonettas) là một hình thức thanh nhạc thế tục Ý phổ biến vào khoảng năm 1560.

## Hình thành và phát triển
Trong giai đoạn đầu phát triển, nội dung của Canzonetta là về các mặt dâm dục, bất kính. Đến thập niên 1580 một số nhà soạn nhạc lớn của âm nhạc thế tục ở Ý đã viết canzonettas, bao gồm Luca Marenzio và Claudio Monteverdi, người đã xuất bản tập đầu tiên của mình trong năm 1584.
Orazio Vecchi cũng là một nhà soạn nhạc quan trọng của canzonettas vào thập niên 1580. Canzonettas của ông rất khác nhau, và bao gồm một số cho khiêu vũ và một số nhái lại sự thái quá của các Madrigal đương đại. Một số nhà soạn nhạc, chẳng hạn như thành viên Trường La Mã Felice Anerio, thích nghi các hình thức cho một mục đích thiêng liêng. Anerio đã viết một tập hợp các canzonette thiêng liêng.
Đến cuối giai đoạn này hầu hết các canzonetta dành cho 4 đến 6 giọng và đã trở thành giống như những Madrigal. Một số nhà soạn nhạc từng học tại Ý mang canzonetta trở lại đất nước của họ, chẳng hạn như Hans Leo Hassler, người đã đưa hình thức đến Đức.

## Một số nhà soạn nhạc nổi bật
- Claudio Monteverdi
- Orazio Vecchi
- Hans Leo Hassler
- Dieterich Buxtehude
- Joseph Haydn